# Chthamalus
Chthamalus is een zeepokkengeslacht uit de familie van de Chthamalidae. De wetenschappelijke naam van het geslacht werd voor het eerst geldig gepubliceerd in 1817 door Ranzani.

## Soorten
De volgende soorten zijn bij het geslacht ingedeeld:
- Chthamalus alani Chan, 2016
- Chthamalus angustitergum Pilsbry, 1916
- Chthamalus anisopoma Pilsbry, 1916
- Chthamalus antennatus Darwin, 1854
- Chthamalus barnesi Achituv & Safriel, 1980
- Chthamalus bisinuatus (Pilsbry, 1916)
- Chthamalus challengeri Hoek, 1883
- Chthamalus cirratus Darwin, 1854
- Chthamalus dalli Pilsbry, 1916
- Chthamalus dentatus Krauss, 1848
- Chthamalus fissus Darwin, 1854
- Chthamalus fragilis Darwin, 1854
- † Chthamalus graziani Carriol, 2008
- Chthamalus hedgecocki Pitombo & Burton, 2007[2]
- † Chthamalus ligusticus de Alessandri, 1895
- Chthamalus malayensis Pilsbry, 1916
- Chthamalus montagui Southward, 1976
- Chthamalus moro Pilsbry, 1916
- † Chthamalus nasus Carriol, 2008
- Chthamalus newmani Chan, 2016[3]
- Chthamalus panamensis Pilsbry, 1916
- Chthamalus proteus Dando & Southward, 1980
- † Chthamalus robustus  Carriol, 2008
- Chthamalus sinensis Ren, 1984
- Chthamalus southwardi Poltarukha, 2000
- Chthamalus stellatus (Poli, 1791)
- Chthamalus williamsi Chan & Cheang, 2015

### Taxon inquirendum
- Chthamalus revilei Locard, 1878
- Chthamalus southwardorum Pitombo & Burton, 2007

### Synoniemen
- † Chthamalus antiquus Philippi, 1887 =>  † Hesperibalanus varians (Sowerby, 1846)
- Chthamalus apelloefi Nilsson-Cantell, 1921 => Microeuraphia apelloefi (Nilsson-Cantell, 1921)
- Chthamalus belyaevi Zevina & Kurshakova, 1973 => Rehderella belyaevi (Zevina & Kurshakova, 1973)
- Chthamalus calcareobasis Henry, 1957 => Euraphia calcareobasis (Henry, 1957)
- Chthamalus permitini Zevina & Litvinova, 1970 => Microeuraphia permitini (Zevina & Litinova, 1970)
- Chthamalus rhizophorae De Oliveira, 1940 => Microeuraphia rhizophorae (De Oliveira, 1940)
- Chthamalus scabrosus Darwin, 1854 => Notochthamalus scabrosus (Darwin, 1854)